# Dwight Schultz
William Dwight Schultz (Baltimore, Maryland, 24 de noviembre de 1947) es un actor de cine, teatro y televisión estadounidense. Popularmente conocido por su papel en The A-Team, como el capitán H.M. Loco Murdock, y en menor medida, interpretando al teniente Reginald Barclay en la franquicia de Star Trek.
Probablemente, el papel más importante de su carrera fuera interpretar al Dr. Robert Oppenheimer en la película de 1989, Fat Man and Little Boy (traducida como Creadores de sombras, Arma secreta y Proyecto Manhattan), compartiendo protagonismo con Paul Newman.

## Carrera
Schultz llegó a la notoriedad por el papel del mentalmente inestable capitán Murdock en El Equipo A (The A-Team). Al comienzo de la serie, el productor pensó que su carácter podría cansar a los televidentes y se planeó eliminarlo tras el estreno. No obstante, pronto los seguidores de la serie lo convirtieron en uno de los personajes más populares de la televisión. Como resultado, se aumentó su participación en las tramas.
Dwight Schultz también apareció en películas como The Fan (1981), con  Lauren Bacall, y Creadores de sombras (1989), en el difícil papel del físico J. Robert Oppenheimer, junto a Paul Newman.
Más tarde, a finales de los 80 y principios de los 90, interpretó al teniente Reginald Barclay en Star Trek: The Next Generation, papel que repetiría en Star Trek: Voyager y Star Trek: First Contact.
Actualmente, Dwight Schultz no hace cine ni televisión, pero es un reputado actor de voz, y posee un largo currículum. Ha puesto su voz a decenas de series de animación y videojuegos.
Su cameo en El equipo A: la película (2010) le reunió con otro compañero de la mítica serie, Dirk Benedict, o lo que es lo mismo, Faceman/Fénix.

## Filmografía

### Películas
- The A Team (2010) (cameo)
- Vampire Hunter D Bloodlust (2000)(Voz Benge)
- The First Men on the Moon (1999)
- Star Trek VIII: Primer contacto (1996)
- Enola Gay and the Atomic Bombing of Japan (1995)
- The Temp (1993)
- Creadores de sombras (1989)
- The Long Walk Home (1989)
- Alone in the Dark (1982)
- The Fan (1981)

### Televisión
- Chowder - Mung Daal
- Walker Ranger de Texas (2000)
- Ben 10 - Doctor Ánimo
  - "Tourist Trap" (Mayor of Sparksville)
- Star Trek: Voyager
  - "Endgame" (2001)
  - "Author, Author" (2001)
  - "Life Line" (2000)
  - "Inside Man" (2000)
  - "Pathfinder" (1999)
  - "Projections" (1995)
- Family Guy (1999)
  - "Running Mates" (Randall Fargus)
  - "Holy Crap" (Pope)
- The Chimp Channel (1999)
- Stargate SG-1
  - "The Gamekeeper" (1998)
- "Lois y Clark: Las nuevas Aventuras de Superman"(1997)
  - AKA Superman
- Hart to Hart: Till Death Do Us Hart (1996)
- Diagnosis: Murder (1995)
- Menéndez: A Killing in Beverly Hills (1994)
- Star Trek: The Next Generation
  - "Genesis" (1994)
  - "Ship in a Bottle" (1993)
  - "Realm of Fear" (1992)
  - "Nth Degree" (1991)
  - "Hollow Pursuits" (1990)
- Babylon 5
  - "The Long Dark (1994)
- Victim of Love: The Shannon Mohr Story (1993)
- Woman with a Past (1992)
- Child of Rage (1992)
- Last Wish (1992)
- A Killer Among Us (1990)
- Perry Mason
  - "The Case of the Musical Murder" (1989)
  - "The Case of the Sinister Spirit" (1987)
- When Your Lover Leaves (1983)
- The A-Team (1983 - 87)
- Bitter Harvest (1981)
- Dial 'M' for Murder (1981)
- Thin Ice (1981)

### Videojuegos (voz)
- Vampire Hunter D (2000, voces adicionales)
- Crash Twinsanity (2004, Dingodile / Rusty Walrus)
- Killer7 (2005, Harman Smith)
- Yakuza (2005, Kage)
- X-Men: El videojuego oficial (2006, Erik Lensherr "Magneto")
- Metal Gear Solid: Portable Ops (2006, Python)
- Final Fantasy XII (2006, voces adicionales)
- Splinter Cell: Agente doble (2006, Carson Moss)
- Mass Effect (2007, voces adicionales)
- Dark Sector (2008, Robert Mezner)
- God of War: Chain of Olympus (2008, Charon / Helios)
- Dragon Age: Origins (2009, Bodahn Feddic / Danal)
- MadWorld (2009, Noa)
- Mass Effect 2 (2010, Jaroth)
- DC Universe Online (2011, Detective Marciano)
- Final Fantasy XIII-2 (2011, voces adicionales)
- Wolfenstein: The New Order (2014, Wilhelm "Deathshead" Strasse)
- Batman: Arkham Knight (2015, Lazlo Valentín )